# 伍德利夫 (加利福尼亞州尤巴縣)
伍德利夫（英語：Woodleaf）是位於美國加利福尼亞州尤巴縣的一個非建制地區。該地的面積和人口皆未知。

## 地理
伍德利夫的座標為39°31′03″N 121°11′30″W / 39.51750°N 121.19167°W，而該地的平均海拔高度為955米（即3133英尺）。